# Löwen Frankfurt
Die Löwen Frankfurt sind eine Eishockeymannschaft aus Frankfurt am Main, die seit 2022 in der Deutschen Eishockey Liga (DEL) spielt. Sie wurde 2010 in Nachfolge der Frankfurt Lions aus dem Nachwuchsverein Young Lions Frankfurt (jetzt Löwen Frankfurt Nachwuchs e. V.) gebildet. Die Löwen Frankfurt Eishockey Betriebs GmbH hat zwei Gesellschafter, Stefan Krämer und Andreas Stracke, wobei Stefan Krämer alleiniger Geschäftsführer ist. Als Sportdirektor fungiert Jan Barta, Tom Rowe ist seit 2024 Cheftrainer. Mit dem Sieg im DEL2-Playoff-Finale im April 2022 sicherten sich die Löwen Frankfurt das Recht des sportlichen Aufstiegs in die DEL zur Saison 2022/23.

## Geschichte
Eishockey wird in Frankfurt mindestens seit den 1930er Jahren gespielt. 1959 wurde eine Eishockeyabteilung der Eintracht Frankfurt gegründet. Nach deren Auflösung gründete sich der Frankfurter ESC „Die Löwen“. Am 25. März 1994 wurde zur Einführung der Profiliga Deutsche Eishockey Liga die Frankfurt Lions Eishockey GmbH gegründet. Im Sommer 2010 mussten die Frankfurt Lions Insolvenz anmelden und bekamen keine Lizenz für die Saison 2010/11. Der Stammverein der Lions, die Young Lions Frankfurt, hatten bereits zuvor eine Amateurmannschaft in der Regionalliga West und lagerten diese unter dem Namen Löwen Frankfurt in eine Spielbetriebsgesellschaft aus. Headcoach war Andrej Jaufmann, der die quasi neugegründeten Löwen von der Regionalliga in die Oberliga führte; Gesellschafter waren unter anderem zwei ehemalige Spieler der Lions: Michael Bresagk und Ilja Worobjew. Am 12. Dezember 2010 stellten die Löwen Frankfurt ihr neues Logo und ihre neuen Trikots vor. Seitdem hängt unter dem Dach der Eissporthalle am Ratsweg ein Banner, der an dieses Ereignis erinnern soll.

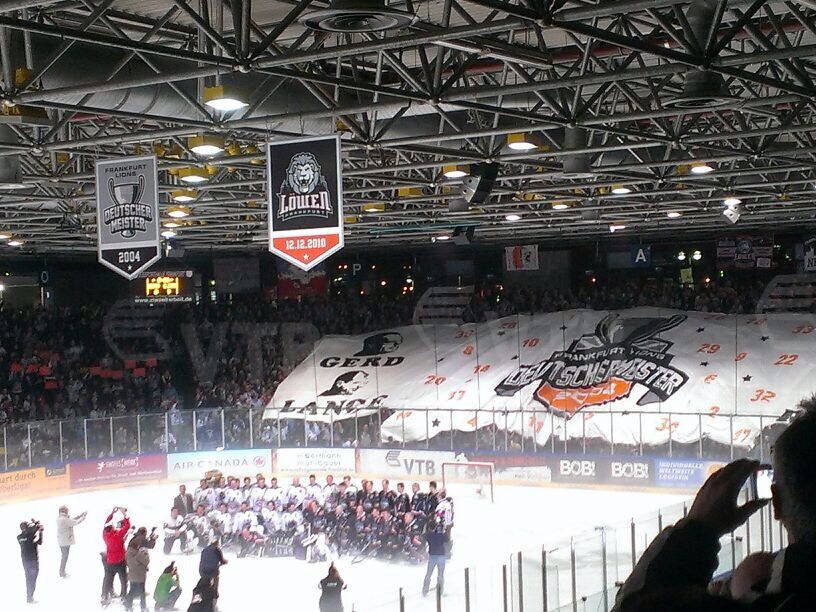
„Spiel der Legenden“ des Frankfurter Eishockeys (2014)

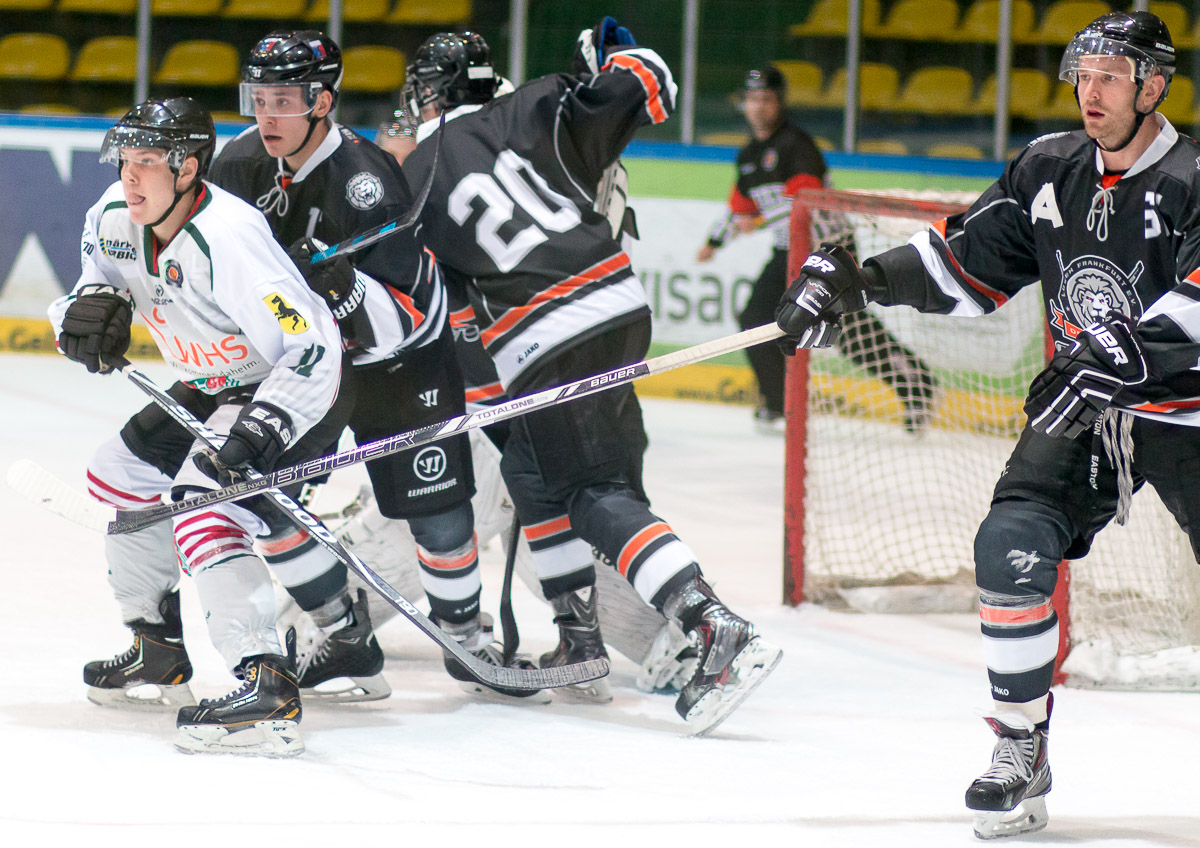
Spielszene Löwen Frankfurt II gegen Herner EV (November 2014)

Mit einem fünften Platz in der Meisterrunde qualifizierten sich die Löwen in der Spielzeit 2011/12 der Oberliga West nicht für die weitere Gruppenphase im Kampf um die Aufstieg in die 2. Bundesliga. In der Trostrunde gegen die Hammer Eisbären verpassten die Löwen die Qualifikation für den DEB-Pokal. In der Saison 2012/13 schafften es die Löwen in die Playoffs um den Aufstieg in die 2. Bundesliga. Dort scheiterten sie im Halbfinale in fünf Spielen an den Kassel Huskies. Ein Jahr später gelang, gemeinsam mit den Kassel Huskies, der Aufstieg in die 2013/14 gegründete DEL2 die von zwölf auf 14 Vereine aufgestockt wurde.
Am 10. September 2016 verloren die Löwen mit 4:5 in der Verlängerung in der Commerzbank-Arena mit dem Derby gegen den EC Kassel Huskies das erste DEL2 Summer Game und den Saisonauftakt vor 30.000 Zuschauern.
Am 25. April 2017 gewannen die Löwen die Finalserie gegen die Bietigheim Steelers mit 4:2 Siegen und wurden somit Meister der DEL2 2016/17. Vorausgegangen waren zwei Sweeps im Viertel- und Halbfinale der Play-offs.
Am 21. Dezember 2017 löste Franz-David Fritzmeier Rich Chernomaz als Sportdirektor ab. Nachdem die Löwen im Playoff-Viertelfinale gegen Kassel die ersten beiden Spiele verloren hatten, wurde Trainer Paul Gardner freigestellt, Sportdirektor Fritzmeier übernahm das Amt. Gardner hatte die Löwen im Vorjahr zum DEL2-Meistertitel geführt, die Hauptrunde der Saison 2017/2018 war unter seiner Leitung als Tabellendritter abgeschlossen worden.
Zur Saison 2018/2019 übernahm der Finne Matti Tiilikainen das Traineramt in Frankfurt, Fritzmeier kümmerte sich wieder ausschließlich um seine Aufgaben als Sportdirektor. Die Hauptrunde schlossen die Löwen als Tabellenerster ab. In den anschließenden Play-offs erreichten sie das Finale, in dem sie mit 2:4-Niederlagen den Ravensburg Towerstars unterlagen. Auch die Hauptrunde der Saison 2019/2020 schlossen die Löwen nach einem schwächeren Saisonstart und einem starken Schlussspurt als Tabellenerster ab.
Die Saison 2019/2020 schlossen die Löwen als Hauptrundenmeister ab. Die Saison wurde nach den Pre-Play-offs wegen der COVID-19-Pandemie abgebrochen, Playoffs fanden keine statt.
Zur Saison 2021/2022 übernahm Bohuslav Šubr das Traineramt von Matti Tiilikainen. Mit dem Sieg im Finale der Playoffs der DEL2 Saison 1021/2022 am 22. April 2022 über die Ravensburg Towerstars sicherten sich die Löwen Frankfurt das Recht des sportlichen Aufstiegs in die DEL zur Saison 2022/2023. Sowohl die Finalserie, als auch das Halb- und Viertelfinale wurde mit 4:0-Siegen gewonnen.
Die Löwen Frankfurt haben 40 eingetragene Fanclubs.

## Spielstätte

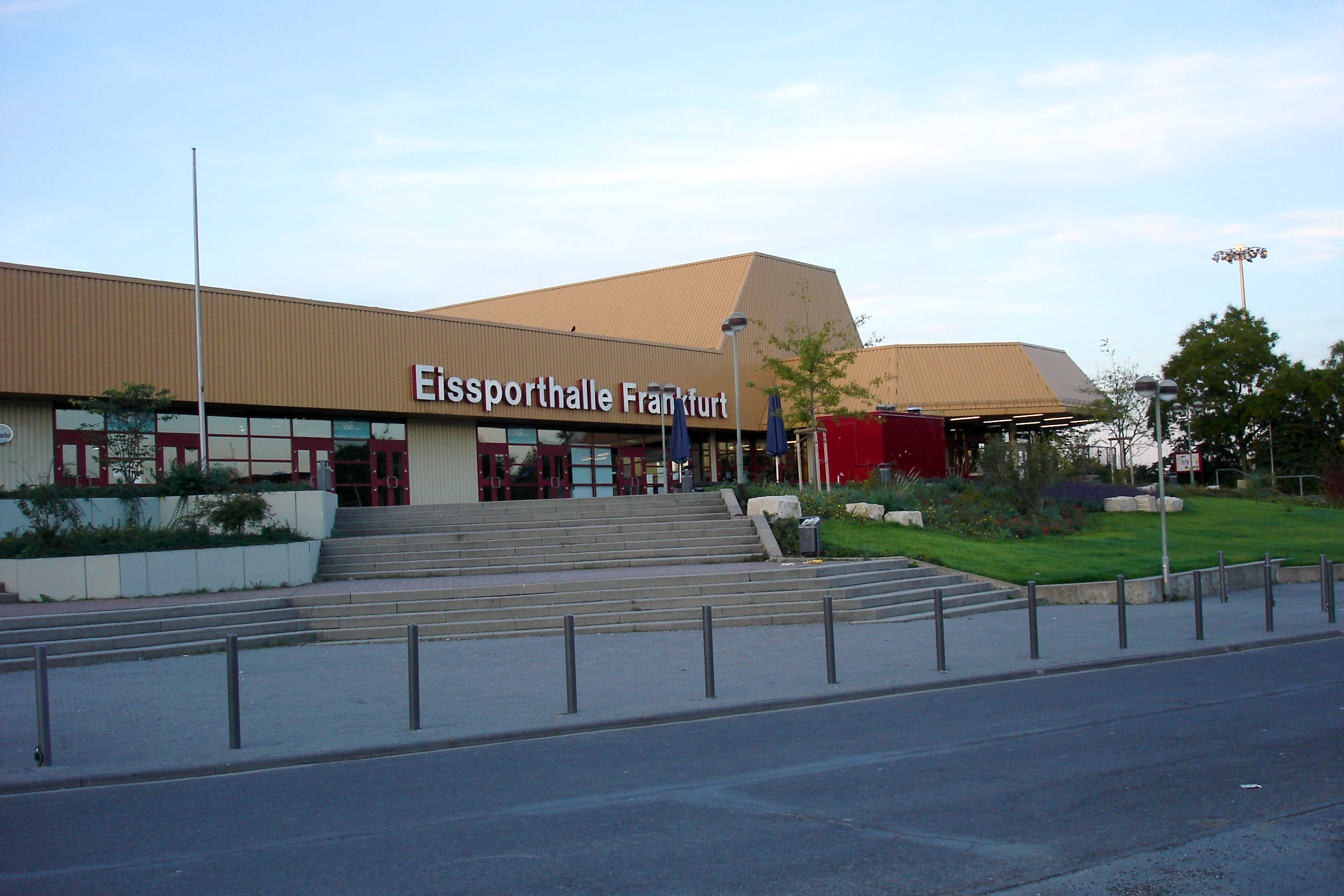
Eissporthalle in Frankfurt am Main

Die Eissporthalle am Ratsweg wurde am 19. Dezember 1981 eröffnet und galt lange Zeit als eine der modernsten Hallen ihrer Art in Deutschland. Neben der Haupteisfläche in der Größe eines Eishockeyfeldes, die von 7.000 Zuschauerplätzen, davon ungefähr 3.500 Sitz- und 3.500 Stehplätzen, umgeben ist, verfügt die Anlage über eine geschlossene kleinere Eishalle sowie einen großen 400 m langen Außenring. Ein weiteres, von einem Zeltdach überspannten Eishockeyfeld wird im Sommer zu Tennisplätzen umfunktioniert. Auch die „Young Lions“ tragen ihre Heimspiele in der Eissporthalle aus.
Lange wurde im Frankfurter Stadtrat auch über den Neubau einer modernen Multifunktionshalle diskutiert. Ein mögliches Projekt sah vor, eine 13.000 Zuschauer fassende Arena im Offenbacher Stadtteil Kaiserlei zu errichten, die die neue Heimat der Löwen Frankfurt und der Skyliners Frankfurt werden sollte. Bis zum 11. Mai 2020 hätte an der zuständigen städtischen Submissionsstelle ein Angebot des französischen Investors Lagano eingehen müssen, dieser ließ die Frist jedoch verstreichen.
Im Juni 2019 wurde bekannt, dass eine kanadische Investorengruppe den Bau einer bis zu 23.000 Zuschauer fassenden Multifunktionsarena in Nähe des Frankfurter Flughafens plant. Im August 2019 unterzeichneten die Verantwortlichen der Löwen Frankfurt einen Vormietvertrag für die Nutzung der Arena.

## Spieler

### Kader der Saison 2025/26
Stand: 13. Juli 2025
| Nr. | Nat.               | Spieler             | Pos. | Geburtsdatum     | im Team seit | Geburtsort                      |
| --- | ------------------ | ------------------- | ---- | ---------------- | ------------ | ------------------------------- |
| 51  |                    | Cody Brenner        | G    | 19. Januar 1996  | 2024         | Bogen, Deutschland              |
| 45  | Finnland           | Jussi Olkinuora     | G    | 4. November 1990 | 2024         | Helsinki, Finnland              |
| 30  | Deutschland        | Mirko Pantkowski    | G    | 26. Mai 1998     | 2025         | Kassel, Deutschland             |
| 24  | Deutschland        | Philipp Bidoul      | D    | 22. Mai 2003     | 2024         | Kempten, Deutschland            |
| 49  | Vereinigte Staaten | Michael Joyaux      | D    | 13. Februar 1997 | 2025         | Bloomingdale, Illinois, USA     |
| 20  | Deutschland        | Fabio Kose          | D    | 3. Januar 2007   | 2025         | Landshut, Deutschland           |
| 52  | Schweden Russland  | Maksim Matushkin    | D    | 31. Januar 1990  | 2023         | Minsk, Weißrussische SSR        |
| 58  |                    | Ryan McKiernan      | D    | 27. Juli 1989    | 2025         | White Plains, New York, USA     |
| 4   | Kanada             | Reid McNeill – C    | D    | 29. April 1992   | 2022         | London, Ontario, Kanada         |
| 73  |                    | Lua Niehus          | D    | 26. März 2005    | 2023         | Utzenstorf, Schweiz             |
| 16  |                    | Tommy Pasanen       | D    | 30. Juli 2001    | 2025         | Schweinfurt, Deutschland        |
| 76  | Deutschland        | Daniel Wirt         | D    | 13. April 2000   | 2019         | Dortmund, Deutschland           |
| 83  | Deutschland        | Kevin Bicker        | F    | 29. Januar 2005  | 2023         | Schwabach, Deutschland          |
| 86  | Kanada             | Cameron Brace       | RW   | 8. April 1993    | 2023         | Toronto, Ontario, Kanada        |
| 8   |                    | Nathan Burns        | LW   | 15. Juli 1993    | 2022         | Edmonton, Alberta, Kanada       |
| 61  | Deutschland        | Sebastian Cimmerman | F    | 14. Februar 2003 | 2024         | Wickede, Deutschland            |
| 12  | Deutschland        | Noah Dunham         | F    | 14. Mai 2002     | 2025         | Amberg, Deutschland             |
| 71  | Schweden           | Linus Fröberg       | F    | 16. Juni 1993    | 2024         | Karlstad, Schweden              |
| 22  | Deutschland        | Timo Kose           | F    | 3. Januar 2007   | 2025         | Landshut, Deutschland           |
| 10  | Schweden           | Jakob Lilja         | LW   | 23. Juli 1993    | 2025         | Limhamn, Schweden               |
| 26  | Deutschland        | Dennis Lobach       | RW   | 11. März 2000    | 2024         | Schweinfurt, Deutschland        |
| 77  | Deutschland        | Daniel Pfaffengut   | C    | 12. Mai 1996     | 2024         | Kaufbeuren, Deutschland         |
| 15  |                    | Carter Proft        | C    | 30. August 1994  | 2024         | Spruce Grove, Alberta, Kanada   |
| 17  | Kanada             | Carter Rowney       | RW   | 10. Mai 1989     | 2022         | Grande Prairie, Alberta, Kanada |
| 64  | Deutschland        | Markus Schweiger    | F    | 31. August 2002  | 2023         | Peißenberg, Deutschland         |
| 67  | Kanada             | Matthew Wedman      | C    | 25. Mai 1999     | 2025         | Edmonton, Alberta, Kanada       |
| 84  | Vereinigte Staaten | Chris Wilkie        | RW   | 10. Juli 1996    | 2024         | Omaha, Nebraska, USA            |

Trainerstab
| Tätigkeit  |        | Name           | Geburtsdatum   | Geburtsort               | Im Team seit |
| ---------- | ------ | -------------- | -------------- | ------------------------ | ------------ |
| Trainer    | Kanada | Tom Rowe       | 23. Mai 1956   | Lynn, Vereinigte Staaten | 06.05.2024   |
| Co-Trainer |        | Emil Rasmussen | 28. April 1993 | Västerås, SWE            | 24.07.2025   |

###### Sportdirektor
| Tätigkeit     |             | Name      | Geburtsdatum    | Geburtsort  | Im Team seit |
| ------------- | ----------- | --------- | --------------- | ----------- | ------------ |
| Sportdirektor | Deutschland | Jan Barta | 31. Januar 1985 | Bad Nauheim | 09.06.2021   |
|               |             |           |                 |             |              |

### Gesperrte Trikotnummern

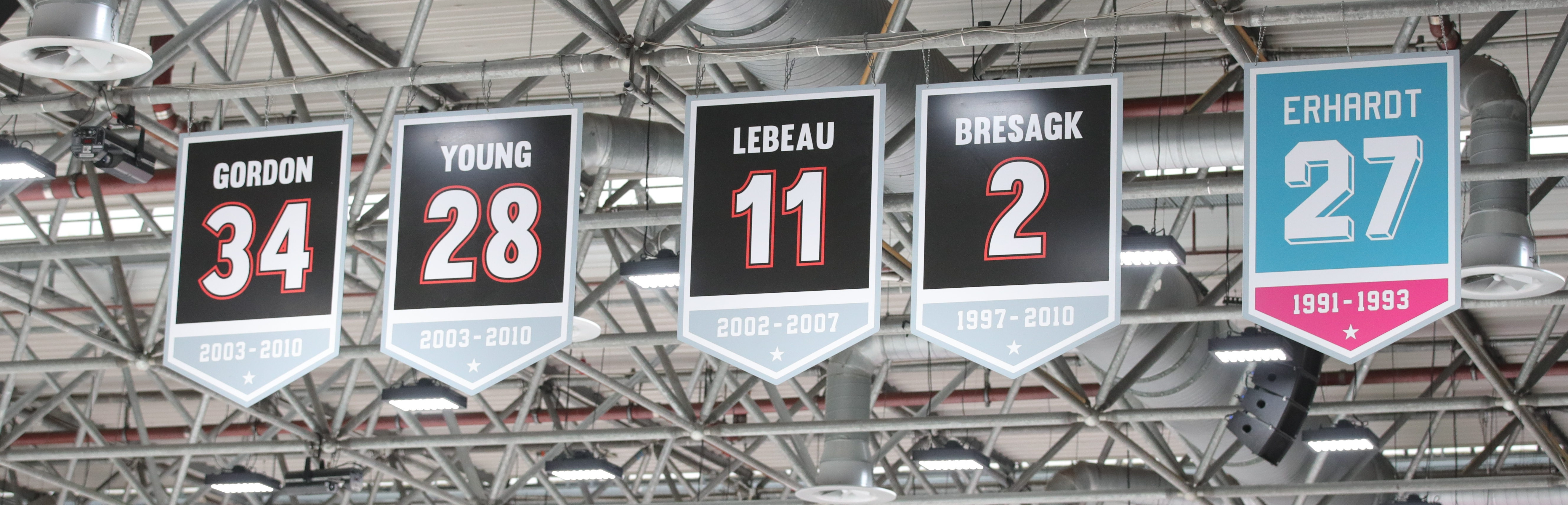
Gesperrte Trikotnummern unter dem Hallendach der Eissporthalle Frankfurt (2023)

Fünf Trikotnummern werden bei den Löwen Frankfurt zu Ehren der Spieler, die sie getragen haben, zur besonderen Anerkennung ihrer Leistungen für den Verein nicht mehr vergeben. Am 15. Februar 2014 wurden anlässlich der Feierlichkeiten zum 10-jährigen Jubiläum der deutschen Meisterschaft 2004 neben der Nummer 27, die schon länger nicht mehr vergeben wurde, auch die Nummern 2, 11, 28 und 34 der Meistermannschaft gesperrt.
- Michael Bresagk – er trug die Rückennummer #2 von 1997 bis 2010 als dienstältester Spieler der Löwen und absolvierte mit 645 die meisten DEL-Spiele eines Frankfurter Spielers.
- Pat Lebeau – mit seiner Trikotnummer #11 war er der Star des Meisterteams von 2004 und Spieler des Jahres sowie Top-Scorer der DEL in den Jahren 2004 und 2005.
- Trevor Erhardt – seine Trikotnummer #27 wurde als erste Nummer in Frankfurt nicht mehr vergeben. Er spielte von 1983 bis 1988 für Eintracht Frankfurt und war als Spieler maßgeblich am Aufbau des Frankfurter ESC Die Löwen von 1991 bis 1993 beteiligt.
- Jason Young – trug die Trikotnummer #28 von 2003 bis zu seinem Karriereende 2010 und war von 2004 bis 2009 Kapitän der Lions.
- Ian Gordon – er spielte von 2003 bis 2010 mit der Rückennummer #34 im Tor der Lions und war ein Publikumsliebling.

## Trainer
- Andrej Jaufmann, 2010–2011
- Clayton Beddoes, 2011–2012
- Frank Gentges, 2012–2013
- Tim Kehler, 2013–2015
- Rich Chernomaz, 2015–2016
- István Antal, 2016
- Paul Gardner, 2016–2018
- Matti Tiilikainen, 2018–2020
- Olli Salo, 2020
- Franz-David Fritzmeier, 2020
- Bohuslav Šubr, 2021–2022
- Gerry Fleming, 2022–2023
- Matti Tiilikainen, 2023–2024
- Franz-David Fritzmeier, 2024
- Tom Rowe, seit 2024